# Potentilla nordmanniana
Potentilla nordmanniana är en rosväxtart som beskrevs av Carl Friedrich von Ledebour. Potentilla nordmanniana ingår i Fingerörtssläktet som ingår i familjen rosväxter. Inga underarter finns listade i Catalogue of Life.